# Perak
Perak (Jawi ڤيرق, Aussprache: [peˈraʔ]; deutsch „Silber“) ist einer der größten und bevölkerungsreichsten Bundesstaaten Malaysias und ein Sultanat. Die Hauptstadt ist Ipoh, Sitz des Sultans ist Kuala Kangsar. In Perak befinden sich die weltgrößten Zinnvorkommen. Weitere bekanntere Städte Peraks sind u. a. Taiping, Lumut und Teluk Intan.

## Geografie
Der Bundesstaat Perak liegt an der Westküste der Malaiischen Halbinsel an der Straße von Malakka. Im Nordwesten grenzt er an die Bundesstaaten Penang und Kedah, im Norden an das Nachbarland Thailand, östlich an die Bundesstaaten Kelantan und Pahang und im Süden an Selangor.
Inmitten der Straße von Malakka, zwischen dem malaysischen Bundesstaat Perak und dem indonesischen Sumatra, liegt die nur etwa einen halben Quadratkilometer große, gleichnamige Insel Perak („pulau perak“), die aber nicht zu Perak, sondern zum Bundesstaat Kedah gehört.
Etwa auf halbem Wege zwischen Penang und Kuala Lumpur findet sich die Insel Pangkor, eigentlich ein Archipel, früher auch bekannt unter dem Namen „Dindings“, die wegen ihrer Naturschönheit, ihrer Strände und des noch vorhandenen Urwaldes in Innern Touristen anzieht. Pangkor ist dem Festland rund zwei Kilometer vorgelagert und per Fähre (von Lumut) und per Flugzeug (von Kuala Lumpur) erreichbar.
Im Süden Peraks, unweit der Grenze zum Bundesstaat Selangor, mündet der Fluss Perak in die Straße von Malakka.
Im Kinta Valley, ebenfalls im südlichen Teil Peraks gelegen, wurden 1884 die größten Zinnvorkommen der Erde entdeckt.

## Geschichte
In dem im nordwestlichen Teil der malaiischen Halbinsel gelegenen Sultanat hat der Abbau von Zinn eine lange Tradition. Die reichen Lagerstätten waren lange bekannt: Nachbarstaaten wie Aceh im Norden Sumatras, die Bungis von Sulawesi, das Königreich Siam, die Kolonialmächte Portugal, die Niederlande und Großbritannien kämpften zu unterschiedlichen Zeiten um ihren Anteil an dem Erz, das u. a. für den Guss von Kanonenrohren (Bronze ist eine Legierung aus Kupfer und Zinn) genutzt wurde. In Funden aus der Bronzezeit ist bereits malaysisches Zinn nachgewiesen. Das silbern schimmernde Metall wurde ab den 1850er Jahren im industriellen Maßstab (Dampf getriebene Pumpen, Eisenbahnen zur Küste) von bis zu 40.000 Arbeitsmigranten (Kulis) aus dem Süden Chinas abgebaut und für den Weltmarkt exportiert. Der Zinn-Boom – auch angetrieben durch die weltweite Nachfrage nach Konservendosen – endete mit einem dramatischen Preisverfall erst in den 1920er Jahren. Die Konzessionen für den Abbau des zinnhaltigen Erzes wurden von den Sultanen von Perak über ihren beauftragten Mittelsmann, den Raja von Larut, an chinesische und britische Unternehmer vergeben. Ab Mitte der 1860er Jahre kam es zu den sogenannten Larut-Kriegen, einer Reihe von gewaltsamen, chaotischen Auseinandersetzungen zwischen rivalisierenden chinesischem Geheimbünden um die Macht in den Minen. Diese Kämpfe schadeten dem Zinnhandel in erheblichem Umfang. Auf dem britischen Kriegsschiff Pluto, einem Raddampfer, der vor der Insel Pangkor lag, wurde im Januar 1874 der Vertrag von Pangkor zwischen Sultan Abdullah II. von Perak, den konzessionierten chinesisch-stämmigen Unternehmern und den Briten, vertreten durch Andrew Clarke, geschlossen, der einen Wendepunkt für die englischen Kolonialinteressen in dem Gebiet bedeutete. Das Sultanat Perak und drei weitere Sultanate bildeten 1896 als britisches Protektorat die Föderierten Malaiischen Staaten.

## Verwaltungsgliederung
Verwaltungstechnisch war Perak bis ins Jahr 2009 in neun Distrikte (malaiisch: daerah) unterteilt. Im Mai 2009 kam der Distrikt Kampar hinzu. Die Hauptstadt Ipoh liegt im Distrikt Kinta.
| Distrikt                 | Fläche (2011) | Einwohner (2010) | Einwohner (2020) |
| ------------------------ | ------------- | ---------------- | ---------------- |
| Batang Padang            | 2.712 km²     | 179.494          | 124.049          |
| Hilir Perak              | 1.728 km²     | 208.570          | 141.959          |
| Hulu Perak               | 6.563 km²     | 91.218           | 95.076           |
| Kampar                   | 670 km²       | 98.978           | 98.732           |
| Kerian                   | 958 km²       | 179.706          | 166.352          |
| Kinta                    | 1.305 km²     | 767.794          | 888.767          |
| Kuala Kangsar            | 2.541 km²     | 159.505          | 176.060          |
| Larut, Matang dan Selama | 2.095 km²     | 334.073          | 269.584          |
| Manjung                  | 1.171 km²     | 232.277          | 246.977          |
| Perak Tengah             | 1.279 km²     | 101.128          | 94.573           |
| Gesamt                   | 21.022 km²    | 2.352.743        | 2.496.041        |